# Cyphon cooperi
Cyphon cooperi is een keversoort uit de familie moerasweekschilden (Scirtidae). De wetenschappelijke naam van de soort werd in 1931 gepubliceerd door Schaeffer.